# Radikal
Radikal ("Radicale") era un quotidiano liberale in lingua turca, pubblicato a Istanbul. È stato pubblicato dal 1996 dal Doğan Media Group di Aydın Doğan. Nonostante avesse una tiratura di sole 25 000 copie circa (luglio 2013), era considerato uno dei giornali turchi più influenti.
Radikal non sosteneva alcun particolare allineamento politico ma era generalmente considerato dal pubblico come un giornale social-liberale. È stato elogiato per le sue sezioni di cultura, arte e interviste, così come per gli editorialisti come M. Serdar Kuzuloğlu, Hakkı Devrim, Yıldırım Türker, Türker Alkan, Tarhan Erdem, Cengiz Çandar e Altan Öymen. Anche Hasan Celal Güzel, ex ministro dell'istruzione nazionale, Murat Yetkin, e Mustafa Akyol, figlio di Taha Akyol, scrivono per Radikal.
Il 22 marzo 2016 è stato annunciato che il giornale sarebbe stato chiuso entro la fine del mese per motivi finanziari.

## Storia
Radikal fu fondato nel 1996 e "nel giro di un decennio ... era diventato uno dei giornali più influenti del paese, rinomato soprattutto per i suoi editorialisti di alto livello e per i servizi sui dibattiti intellettuali". La sua circolazione, tuttavia, è rimasta relativamente bassa.
Nel 2004 Radikal è stato insignito del "Democracy Media Award" della Turk Democracy Associations (insieme a Zaman).
Nel 2007, Serkan Özkaya, Orhan Pamuk e Sezen Aksu sono diventati redattori-capo temporanei di Radikal per un giorno.
Il quotidiano di economia del gruppo Dogan Referans è stato fuso con Radikal nel 2010, e il redattore capo di Referans Eyüp Can è diventato redattore capo del giornale combinato, in sostituzione di İsmet Berkan. Più tardi, nel 2010, il giornale è passato a un formato tabloid e ha introdotto i nuovi editorialisti Dilek Kurban di TESEV, Cüneyt Özdemir e Sırrı Süreyya Önder.
Il giornale ha smesso di essere stampato il 21 giugno 2014 ed è stato pubblicato solo in formato digitale, prima di essere chiuso nel marzo 2016. Il 4 aprile 2016, i suoi editorialisti hanno pubblicato i loro articoli di addio sulla sua pagina web, riflettendo sugli ultimi 20 anni di Radikal.